# Cairbre II Liffechair
Cairbre II Liffechair („z Liffey”) – na wpół legendarny zwierzchni król Irlandii z dynastii Milezjan (linia Eremona) w latach 278-295, syn zwierzchniego króla Irlandii Cormaca Ulfady („Długobrodego”) i jego żony Eithne Ollamda, córki Dunlanga, króla Leinsteru. Otrzymał przydomek ponieważ był wychowany w pobliżu rzeki Liffey.
Według sagi Wygnanie Déisi, tekstu z VIII w., Cairbre objął tron, kiedy ojciec Cormac został oślepiony na jedno oko przez Óengusa Gaíbúaibthecha z ludu Déisi, bowiem zgodnie z prawem król nie mógł mieć jakiejkolwiek wady fizycznej. Jednak według kronik średniowiecznych, następcą Cormaca został Eochaid XI Gonnat, król Ulsteru. Ten zaś po roku rządzenia zginął z ręki Lugaida Menna. Wówczas Cairbre objął opróźniony tron irlandzki.
W czwartym roku panowania Cairbre brał udział w trzech bitwach przeciwko Munsterowi, celem obrony praw Leinsteru. W następnym roku także walczył w tej samej sprawie, walcząc tym razem w czterech bitwach. W dziewiątym roku panowania jego synowie Fiacha Sraibtine i Eochaid Doimlen zabili Óengusa Gaíbúaibthecha. Chcąc utrwalić pokój, Cairbre zaręczył swą córkę Sgiam Sholais z księciem ludu Déisi. Jednak fianna zażądali od króla daniny dwudziestu sztab złota. Twierdzili przy tym, że to jest zwyczajowa opłata przy takich okazjach. Cairbre, uznając ich za zbyt potężnych, zorganizował wielką armię z żołnierzy Ulsteru, Connachtu i Leinsteru przeciwko fianna. Goll mac Morna wraz ze swymi stronnikami zwrócił się przeciwko swym przyjaciołom i towarzyszom fianna, zaś wojownicy Munsteru i ludu Déisi pozostali przy fianna. Armia Cairbre’a pokonała wrogów w bitwie pod Gabhra-Aichle koło Tary w hrabstwie Meath. Jednak sam arcykról padł w walce z Semeonem, synem Cerba, jednego z Fotharta lub z Oskarem, wnukiem Fionna, zmarłym później od ran. Wódz Fionn miał także zginąć w tej bitwie (według innych źródeł zginął nad rzeką Boyne w poprzednim roku). Osobami z fianna, które pozostały przy życiu, to Caílte mac Rónáin oraz Oisín, syn Fionna.
Po śmierci Cairbre’a zwierzchni tron przeszedł na Fothada I Cairpthecha i Fothada II Airgthecha, synów arcykróla Lugaida VI MacConn, którzy rządzili wspólnie. Wywodzili się oni z milezjańskiej linii Itha.

## Potomstwo
Cairbre miał dwie żony. Pierwszą z nich była siostrzenica Aine, córka wodza fianna Fionna mac Cumhaill i jego żony Ailbe Gruadbrecc („o Barwnych Policzkach”). Zaś drugą była Hwarfiad, córka Eochaida, prawnuka Conaire’a I Mora („Wielkiego”), zwierzchniego króla Irlandii. Pozostawił po sobie troje dzieci (dwóch synów i córkę), zapewne z pierwszej żony:
- Eochaid Doimlen (Dublen), miał z żoną Alechią, córką króla Alby Updara, trzech synów zwanych „Trzema Collasami”:
  - Muiredach zwany Colla da Chrioch lub Facrioch („z Dwóch Krajów”), przodek wielu rodów, królów Airgíalla, królów Uí Máine
  - Carioll zwany Colla Uais („Szlachetny”), przyszły zwierzchni król Irlandii
  - Aed zwany Colla Menn („Jąkała?”), przodek wielu rodów
- Fiacha VI Sraibtine, przyszły zwierzchni król Irlandii
- Sgiam Sholais (córka)